# José Ramón Flecha García
José Ramón Flecha García (Bilbao, 22 de febrero de 1952) es catedrático de sociología de la Universidad de Barcelona, doctor honoris causa por la Universidad Oeste de Timisoara.

## Trayectoria
Nacido en Bilbao en 1952, se doctoró en Filosofía y Ciencias de la Educación en la Universidad de Barcelona en 1989. Desde 1969 hasta la recuperación de la democracia en España, participó en movimientos antifranquistas.
En 1978 se trasladó a Barcelona donde participó en la fundación de la Escuela de Personas adultas de la Verneda-Sant Martí, cuya labor en la mejora educativa y social del barrio fue objeto de un artículo publicado en la revista Harvard Educational Review.
En 1991 creó el Centro de Investigación en Teorías y Prácticas Superadoras de Desigualdades, hoy Community of Research on Excellence for All (CREA), del que fue director hasta 2006 y que cuenta hoy con unos setenta miembros.
Desde el CREA, ha desarrollado e impulsado el proyecto de Comunidades de Aprendizaje, basadas en la teoría del aprendizaje dialógico y cuyos precendentes más conocidos son el Programa de Desarrollo Escolar (School Development Program) nacido en Yale en 1968 y promovido por James Comer, Escuelas Aceleradas (Accelerated Schools) iniciado en 1986 por Henry Levin, y Éxito Para Todos (Success For All) iniciado en 1987 en Baltimore y dirigido por Robert Slavin.
Entre 2001 y 2004 coordinó el proyecto WORKALÓ, incluido en el V Programa Marco de la Unión Europea. Posteriormente, entre 2006 y 2011, dirigió el proyecto INCLUD-ED, perteneciente al VI Programa Marco de la Unión Europea. Entre 2014 y 2017 coordinó el proyecto IMPACT-EV, perteneciente al VII Programa Marco de la Unión Europea. Actualmente preside el grupo de expertos de metodologías de evaluación del proyecto Horizonte 2020.

## Publicaciones destacadas

### Libros
- La Sociedad Dialógica (2022)
- Critical Education in the New Information Age (escrito en colaboración con Manuel Castells, Paulo Freire, Henry Giroux, Donaldo Macedo y Paul Willis).[12]
- Contemporary Sociological Theory (escrito en colaboración con Jesús Gómez y Lidia Puigvert).[13]
- Igualdad educativa y diferencia cultural (escrito en colaboración con Henry Giroux).[14]

### Artículos de acceso abierto
- Puigvert, Lídia; Gelsthorpe, Loraine; Soler-Gallart, Marta; Flecha, Ramón (2019). «Girls’ perceptions of boys with violent attitudes and behaviours, and of sexual attraction». Palgrave Communications 5 (56). ISSN 2055-1045. doi:10.1057/s41599-019-0262-5. Consultado el 13 de noviembre de 2019.
- Amador López, Jelen; Flecha García, Ramón; Sordé Martí, Teresa (2018). «Drugs and Mental Health Problems among the Roma: Protective Factors Promoted by the Iglesia Evangélica Filadelfia». International Journal of Environmental Research and Public Health 15 (2). ISSN 1660-4601. doi:10.3390/ijerph15020335. Consultado el 13 de noviembre de 2019.
- Flecha, Ramón; Ngai, Pun (2014). «The challenge for Mondragon: Searching for the cooperative values in times of internationalization». Organization 21 (39). doi:10.1177/1350508414537625. Consultado el 13 de noviembre de 2019.

## Reconocimientos
- Medalla de oro de la educación de la Junta de Andalucía 2002[15]
- Doctor honoris causa por la Universidad Oeste de Timisoara en 2007[16]
- Premio de la Federación de Asociaciones Gitanas de Cataluña (FAGIC) 2010[17]
- Premio Protagonistas de la Educación de la revista Magisterio 2016[18]
- Premio Catalunya de Sociología 2019[19]